# Sergei Davydov
Sergei Davydov, né le 2 mars 1979 à Rostov-sur-le-Don est un patineur artistique biélorusse.

## Biographie

### Carrières sportive
Au début de sa carrière, Sergei Davydov concourait pour la Russie, remportant la médaille d'argent aux Championnats du monde junior 1998. Il est parti ensuite à Vitebsk en Biélorussie en 1999 et a commencé à défendre les couleurs biélorusses. Après la saison 2000-2001, il vient s'entraîner à Moscou.
Durant sa carrière, il a participé à deux reprises aux Jeux olympiques, se classant 21e en 2002 et 15e en 2006.
Ses meilleurs résultats internationaux sont septième aux Championnats du monde 2003 et quatrième aux Championnats d'Europe 2007, ainsi que deuxième de la Coupe de Chine en 2006.
Il se retire du sport de haut niveau après la saison 2007-2008.

## Palmarès
| Compétition                   | 1996    | 1997    | 1998    | 1999    | 2000    | 2001    | 2002    | 2003    | 2004    | 2005    | 2006    | 2007    | 2008    |  |
| Jeux olympiques d'hiver       |         |         |         |         |         |         | 21e     |         |         |         | 15e     |         |         |  |
| Championnats du monde         |         |         |         |         |         | 29e     | 24e     | 7e      | 18e     | 22e     | 12e     | 10e     | 12e     |  |
| Quatre continents             |         |         |         |         |         | 5e      | 9e      | 13e     | 12e     | 12e     | 13e     | 4e      | 9e      |  |
| Championnats de Russie        | 14e     | F       | F       | 9e      |         |         |         |         |         |         |         |         |         |  |
| Championnats de Biélorussie   |         |         |         |         |         | 1er     | 1er     | 1er     | 1er     | 1er     | 1er     | 1er     | 1er     |  |
| Championnats du monde juniors | 5e      |         | 2e      |         |         |         |         |         |         |         |         |         |         |  |
|                               |         |         |         |         |         |         |         |         |         |         |         |         |         |  |
| Grand Prix ISU                | 1995/96 | 1996/97 | 1997/98 | 1998/99 | 1999/00 | 2000/01 | 2001/02 | 2002/03 | 2003/04 | 2004/05 | 2005/06 | 2006/07 | 2007/08 |  |
| Skate America                 |         |         |         |         |         |         |         | 9e      | 11e     |         | 8e      | 5e      |         |  |
| Coupe d'Allemagne             |         |         |         |         |         |         |         | 5e      |         |         |         |         |         |  |
| Coupe de Chine                |         |         |         |         |         |         |         |         |         |         |         | 2e      | 4e      |  |
| Coupe de Russie               |         |         |         |         |         |         |         |         | 11e     | 8e      |         |         |         |  |
| Trophée NHK                   |         |         |         |         |         |         |         |         |         |         |         |         | 6e      |  |
| Légende : F= Forfait          |         |         |         |         |         |         |         |         |         |         |         |         |         |  |